# Union Gap
Union Gap, anomenada Yakima fins al 1917, és una ciutat al comtat de Yakima a l'Estat de Washington. Segons el cens del 2007 tenia 6.311 habitants.

## Demografia
Segons el cens del 2000, Union Gap tenia 5.621 habitants, 2.070 habitatges, i 1.407 famílies. La densitat de població era de 431,5 habitants per km².
Dels 2.070 habitatges en un 33,8% hi vivien nens de menys de 18 anys, en un 46,7% hi vivien parelles casades, en un 14,3% dones solteres, i en un 32% no eren unitats familiars. En el 26% dels habitatges hi vivien persones soles el 10,4% de les quals corresponia a persones de 65 anys o més que vivien soles. El nombre mitjà de persones vivint en cada habitatge era de 2,67 i el nombre mitjà de persones que vivien en cada família era de 3,2.
Per edats la població es repartia de la següent manera: un 28,5% tenia menys de 18 anys, un 9,4% entre 18 i 24, un 28,4% entre 25 i 44, un 20,4% de 45 a 60 i un 13,3% 65 anys o més.
L'edat mediana era de 33 anys. Per cada 100 dones de 18 o més anys hi havia 97,3 homes.
La renda mediana per habitatge era de 30.676 $ i la renda mediana per família de 34.795 $. Els homes tenien una renda mediana de 25.802 $ mentre que les dones 23.393 $. La renda per capita de la població era de 13.102 $. Aproximadament el 14,9% de les famílies i el 18% de la població estaven per davall del llindar de pobresa.

## Poblacions properes
El següent diagrama mostra les poblacions més properes.